# Dust 514
Dust 514 war ein Massively Multiplayer Online First-Person Shooter für die PlayStation 3, der im Universum von EVE Online spielt und vom CCP-Studio in Shanghai entwickelt wurde. Das Spiel wurde am 18. August 2009 mit einem kurzen Vorschau-Trailer bestehend aus ungerenderten Aufnahmen auf der Game Developers Conference in Köln angekündigt und weltweit am 14. Mai 2013 als Free-to-play-Titel veröffentlicht. Es war das erste Spiel, das CCP Games seit EVE Online entwickelt hat. Die Server des Spiels wurden zum 30. Mai 2016 abgeschaltet.
Das Spiel bietet spielergesteuerte Bodenkämpfe in Schlachten auf Planeten im EVE-Online-Universum. Die Kämpfe können darüber entscheiden, wer die verschiedenen Planeten im EVE-Universum kontrolliert. Dabei interagieren DUST-514-Spieler mit den Spielern im EVE-Universum, indem sie Söldnerdienstleistungen anbieten. In einem Interview, geführt von Simon Carless von Gamasutra, sagte Petursson, dass die EVE-Online- und DUST-Community miteinander verschmelzen und so die beiden Spielwelten überbrückt werden. Weiterhin sollen sich Partnerschaften zwischen der flugorientierten Natur von EVE Online und der infanterie-orientierten Natur von DUST ergeben; so sagte er wörtlich: „while the fleet does the flying, the infantry does the dying“ (dt.: „während die Flotte fliegt, wird die Infanterie sterben“). Laut Game Informer ist dies für Fans und Spieler von EVE Online eine neue Herausforderung im Testen ihrer FPS-Fähigkeiten. Diese Art der Vernetzung von Computerspielern und Konsolenspielern ist bisher in der Branche ein Novum.

## Spielinhalt
Auf dem EVE-Online-Fanfest 2009 wurde während der Keynote Speech bekannt gegeben, dass DUST 514 mit EVE Online durch phasenweise Implementierungsstrategie an bestimmten Punkten während der Laufzeit beider Spiele verlinkt werde. Jedes Spiel ist jedoch unabhängig davon lauffähig.
Die Spieler haben keine Klassen wie in Battlefield, sondern legen Spezialisierungen durch ihre Entscheidung fest. Anpassbare Fahrzeuge verwenden ein high–medium–low Slot System und sind für alle Spieler verfügbar, ähnlich wie die Raumschiffe in EVE Online. Weiterhin ist es möglich, Geschütztürme zu bauen. Während der Matches gibt es einen „Commander“, der eine RTS-ähnliche Perspektive nutzt. Die Planeten sind in Distrikte unterteilt und die mit dem EVE-Online-Update Tyrannis eingeführte Planetary Interaction spielt mit DUST eine Rolle im Souveränitätssystem der Sonnensysteme in EVE Online. Somit bieten sich DUST-514-Spieler den Allianzen in EVE als Söldner an und sichern durch Planeteneroberungen die Souveränität eines Sonnensystems.